# Гроддек, Карл-Альбрехт фон
Карл-Альбрехт фон Гроддек (18 февраля 1894, Берлин — 10 января 1944, Бреслау, Нижняя Силезия) — немецкий генерал, участник Первой и Второй мировой войн.

## Биография

### Первая мировая война
Поступил на военную службу 11 марта 1912 года прапорщиком 4-го пехотного гвардейского полка (11 марта 1912 г. — 24 октября 1914 г.). Ординарец Главнокомандующего 4-й армии (октябрь. 1914 — 06 октября 1915). Адъютант Батальона в 4-м гвардейском пехотном полку (6 октября 1915 — 17 сентября 1917). Переведён в 25-й пехотный полк (17 сентября 1917 — 20 декабря 1917). Прикомандирован к 208-й пехотной дивизии (20 декабря 1917 — 27 февраля 1918), командир роты 5-го гренадерского полка (27 февраля 1918 — август 1918), командир 1-го батальона 5-го гренадерского полка (август 1918 года — декабрь 1918 года). Командир роты добровольцев (декабрь 1918 — 20 февраля 1920 года). Переведен в 102-й пехотный полк рейхсвера (20 февраля 1920 г. — 1 мая 1920 г.). Переведен в 4-й пехотный полк (1 мая 1920 г. 01 октября 1920 г.). Переведен в 5-й пехотный полк (1 октября 1920 — 1 января 1924). Гауптман в штабе полка 5-го пехотного полка (1 января 1924 — 1 октября 1924). Начальник роты 5-го пехотного полка (1 октября 1924 г. — 1 февраля 1932 г.). В штабе 12-го пехотного полка (1 февраля 1932 г. — 1 октября 1932 г.). Начальник роты 12-го пехотного полка (1 октября 1932 — 01 марта 1934 г.) Командир учебного батальона 12-го пехотного полка (1 марта 1934 — 01 октября 1934 г.) Командир III. Батальон 12-го пехотного полка (01 октября 1934 — 01 октября 1937). Командир VIII отдела психологических тестов (01 октября 1937-20 октября 1939).

### Вторая мировая война
Командир 120-го мотострелкового полка (20 октября 1939-11 мая 1942). Участвовал в компании во Франции. Участвовал в операции «Барбаросса», в сражении под Уманью в августе 1941. В Крыму в декабре 1941 — январе 1942 годов отражал советское наступление в ходе Керченско-Феодосийской десантной операции.
Участвовал в немецком наступлении на Керченском полуострове в ходе операции «Охота на дроф», командовал смешанным немецко-румынским оперативным соединением «моторизованная бригада Гроддека» (по советским источникам 40 автомобилей, 10 танков и 100 мотоциклов). Во второй половине дня 9 мая 1942 года бригада Гроддека в 18.00 захватила аэродром Харджи-Бие, в 19.30 — аэродром Карангит, в 20.00 — район Марфовки с аэродромом уничтожив на земле 35 истребителей И-153, всего «группой Гроддека» захвачено и уничтожено на земле 58 советских самолётов. Тяжело ранен в Керчи, его заменил румынский полковник Раду Корне. Впоследствии К. фон Гроддек был награждён румынским орденом. На излечении в резерве фюрера (11 мая 1942-10 июля 1943).
Командующий 11-й пехотной дивизией (10 июля 1943 — 30 июля 1943). В ходе Курской битвы 22 августа 1942 генерал-майор Карл-Альбрехт фон Гроддек принял 161-ю пехотную дивизию в составе 42-го корпуса. Но дивизия не провоевала с новым командиром и недели. 28 августа 1943 года фон Гроддек был ранен осколками авиабомбы. Он умер от ран 10 января 1944 года в больнице Бреслау. Был посмертно произведен в генерал-лейтенанты.

### Производство в чинах
Фендрих (19 ноября 1912 г.); лейтенант (18 августа 1913 г.); старший лейтенант (5 октября 1916 г.); капитан (1 января 1924 г.); майор (1 октября 1933 г.); подполковник (1 апреля 1936 г.); полковник (1 января 1939 г.); генерал-майор (1 августа 1942 г.); генерал-лейтенант (посмертно, 19 февраля 1944 года).

## Награды[4]
- Железный крест (1914) 2-го и 1-го класса (королевство Пруссия)
- Нагрудный знак «За ранение» (1914) чёрный (Германская империя)
- Королевский орден Дома Гогенцоллернов рыцарский крест с мечами (королевство Пруссия)
- Орден Фридриха рыцарский крест 2-го класса с мечами (королевство Вюртемберг)[5]
- Почётный крест Первой мировой войны 1914/1918 с мечами (нацистская Германия)[5]
- Медаль «За выслугу лет в вермахте» 4-го, 3-го, 2-го и 1-го класса (нацистская Германия)[5]
- Пряжка к Железному кресту (1939) 2-го и 1-го класса (нацистская Германия)
- Рыцарский крест Железного креста 8 сентября 1941 года в звании оберста и в должности командира 120-го пехотного полка[6].
- Крымский щит (1942)
- Орден Михая Храброго 3-й степени (15 февраля 1943 г.)